# Глушаков, Валерий Игнатьевич
Валерий Игнатьевич Глушаков (1 сентября 1926, Бобруйск — 3 апреля 2005, Минск) — советский и белорусский певец (лирический тенор). Народный артист БССР (1964).

## Биография
Валерий Глушаков героически проявил себя во время Великой Отечественной войны. Находясь на оккупированной территории, служил связным 9-й Кировской бригады, был арестован гестапо, бежал.
Окончил Белорусскую консерваторию (1956, по классу Е. Витинга). С 1954 солист Белорусской филармонии, в 1956—1974 Государственного театра оперы и балета БССР.

## Творчество
В концертном репертуаре Глушакова произведения русской и зарубежной классики, советских, белорусских композиторов, народные песни.

## Награды
Награждён медалями «За победу над Германией», «30 лет Советской Армии и флота», «20 лет Победы в Великой Отечественной войне 1941—1945 гг.», «40 лет победы в Великой Отечественной войне 1941—1945 гг.», «60 лет Вооружённых Сил СССР».

## Память
На доме, в котором жил В. Глушаков, установлена мемориальная доска.

## Сноски
1. 1 2 3  Глушаков Валерий Игнатьевич // Биографический справочник — Мн.: «Белорусская советская энциклопедия» имени Петруся Бровки, 1982. — Т. 5. — С. 152. — 737 с.
2. 1 2  Легенды белорусской оперы. Дата обращения: 10 августа 2017. Архивировано 10 августа 2017 года.
3. ↑  Мемориальная доска. Дата обращения: 21 сентября 2016. Архивировано 10 августа 2017 года.